# Темистокле
Темистокле (грч. Θεμιστοκλῆς, око 524 – око 460. п. н. е.) био је атински државник, вођа атинских демократа и војсковођа током грчко-персијских ратова. Као архонт 493. п. н. е. је убедио Атињане да је моћна флота била потребна да их заштити од Персијанаца. Током друге персијске инвазије под Ксерском I командовао је атинском флотом и захваљујући његовој стратегији Грци су победили у бици код Саламине. После рата убедио је Атињане да обнове градске зидине у знатно већим димензијама од оних које су постојале раније. Ово је изазвало незадовољство у Спарти, па је спартанска странка у Атини покушала да га збаци, те је 470. п. н. е. Темистокле протеран из Атине. Отишао је у Аргос, али су Спартанци успели да га протерају и одатле 467. п. н. е. На крају је отишао у Персију где га је краљ Артаксеркс I поставио за гувернера Магнезије, где је провео остатак свог живота.

## Увод
Темистокле је рођен око 524. године старе ере, од имућног оца Неокла из аристократске породице Ликомида и мајке која није била Атињанка. Стога је за своје атинско држављанство Темистокле имао да захвали Клистеновом законодавству, по којем је 508. године велики број слободних становника Атине добио атинско држављанство. Ово је, без сумње, допринело његовим симпатијама према демократији. Темистокле је 493. године изабран за архонта-епонима, и то је први забележени догађај из његовог живота. Као архонт, он је подстакао Атињане да лако одбрањиви залив Пиреја, удаљен од Атине око седам километара, претворе у луку, коју би користили уместо ближе али незаштићене луке Фалерона. Крајем деведесетих година 5. века п. н. е. ојачала је групација која би се могла назвати поморском и чији је вођа био Темистокле. Темистокле и његове присталице сматрали су да главне напоре Атињана треба усмерити у правцу стварања велике флоте и да ће предстојећа борба с Персијанцима бити завршена успешно само ако Атина буде јака на мору. Овај ће став и превладати у Атини осамдесетих година 5. века старе ере.
Против овог програма била је атинска земљопоседничка аристократија и део сељаштва под вођством Милтијада. Милтијад је рођен око 554. п. н. е., у веома богатој породици: његов отац, Кимон Старији, три пута је на олимпијским играма био победник у трци тркачким колима, док је његов ујак, Милтијад Старији, по коме је и добио име, био оснивач атинске полу-независне државе на Херсонезу Трачком. Милтијад Старији умро је без деце, па је његов нећак наследио власт на Херсонезу Трачком. Око 516. п. н. е. Милтијад Млађи стигао је на Херсонез, где је учврстио своју власт ухапсивши могуће противнике и окруживши се телесном гардом која је бројала око 500 људи. Ускоро потом, међутим, његова је власт била у знатној мери ограничена, када је персијски цар Дарије I проширио своју власт на Малу Азију и Милтијада свео на ранг персијског поданика. Тако је Милтијад, на пример, предводио један одред војске у Даријевом скитском походу (514), те је, према Херодоту, предложио да се поруши мост преко Дунава и тако онемогући Даријево повлачење. Међутим, како Персијанци нису Милтијада лишили власти и казнили га, веродостојност овог Херодотовог казивања остаје сумњива.
С друге стране, чињеница је да је Милтијад одлучио да се придружи јонском устанку и да је одржавао пријатељске односе са недавно успотављеном атинском демократијом. Вероватно током јонског устанка Милтијад је заузео острва Лемнос и Имброс, које је на крају уступио Атињанима. Али, устанак је био угушен 494. године и следеће године, када се Дарије појавио близу Херсонеза, Милтијад је натоварио пет бродова својим благом и отишао у Атину. Један од бродова, којим је заповедао Милтијадов најстарији син, Метиох, био је заплењен. Метиох је постао доживотни заробљеник у Персији, али се Дарије према њему опходио веома часно, дао му је за жену једну персијску племкињу, те је децу из тог брака сматрао члановима персијског племства. Због свог богатства, своје жене трачког порекла, Хегесипиле (која му је око 510. године родила сина Кимона) и своје тиранскепрошлости, Милтијад је морао добити много непријатеља у Атини. Било му је суђено због његовог положаја тиранина на Херсонезу, али је био ослобођен. Милтијад је у Атини устао против Темистокловог програма, сматрајући да Атињани пре свега треба да се побрину за стварање такве грађанске војске која би се могла одупрети персијској. Атински је народ коначно усвојио тај план. Поред ове две групације, у Атини је у ово доба било и таквих људи који су своје наде отворено полагали у Персијанце, међу њима и многе некадашње присталице Пизистратида, који су можда одржавали тајне везе са Хипијом. Међу њих су неко време спадали и Алкмеониди, руковођени непомирљивом мржњом према Милтијаду.

## Грчко-персијски ратови
Велики успех Грка у маратонској бици 490. п. н. е. ни издалека није значио завршетак борбе против Персије, већ само кратак предах. Међутим, у самој Грчкој, као и раније, вођене су непрекидне борбе између појединих полиса од којих се сваки борио само за своје уске локалне интересе. Персијска опасност најјаче се осећала у Атини. Спарта је још могла донекле да се обезбеди од перијске опасности саградивши ланац тврђава на Коринтској превлаци, али Атика је била отворена за персијски напад. Било је потребно да се пруже максималне снаге у припремама за одбрану.
Убрзо након маратонске победе у Атини је дошло до даље демократизације државног уређења: 488. године, на предлог Темистокла, промењен је метод именовања архоната. Од тада, избори архоната су вршени жребом. Наиме, архонтима је у управи још увек припадала важна улога, па иако је Клистен укинуо све привилегије везане за порекло, архонти су готово увек бирани из редова аристократа. Сада је томе учињен крај, па иако је тиме положај архонта изгубио на значају, а водећа улога прешла у руке десеторице стратега бираних по филама хиротонијом (дизањем руку), ипак је тиме извршен и известан утицај на промену састава Ареопага, у који су улазили бивши архонти. Следећи значајан догађај било је прво коришћење законске одредбе о остракизму. Народна скупштина је остракизмом уклонила Пизистратиде и Алкмеониде: 486. године био је протеран Мегакле (Алкмеонид), а 485. године Ксантип (такође Алкмеонид). Изгледа да су они били противници стварања јаке атинске флоте.
Наиме, без обзира на маратонску победу, било је јасно да се никаквим победама на копну не може очувати независност Грчке све дотле док Персијанци господаре морем (Атињани су у ово време имали тек 70 бродова). Темистоклу, који је био на челу овог поморског програма, било је јасно да ће Атињани тешко поновити свој успех на Маратону уколико непријатељ поново дође са много већом војном силом. Осим тога, држећи у рукама Хелеспонт, Персијанци су пресекли везе Атине с обалама Црног мора, главним извором за снабдевање Атине житом. Међутим, стварање поморске флоте и пребацивање тежишта атинске војне моћи на море значило је да би богати Атињани морали да плаћају веће порезе за изградњу нових бродова, док би истовремено растао политички значај сиромашних градских становника, јер су из њихових редова врбовани морнари, који нису имали скупо оружје, па нису могли служити у копненој (хоплитској) војсци. Представници конзервативних аграрних кругова који нису желели пораст политичке улоге занатлија, носача, морнара итд. упорно су се противили остварењу поморског програма.
Велику препреку за остварење Темистокловог плана представљала је опозиција од стране Аристида. Он није био само један од представника најбогатијих слојева градског становништва и земљопоседника аристократског порекла, већ је уз њега пристајао и знатан део атичког сељаштва, које се плашило непријатељског напада с копна и, наравно, захтевало да се утврди копнена граница. Аристид је протеран остракизмом 483. године, а повод је можда представљало његово противљење да се сребрo из лауријских рудника употреби за изградњу флоте.
Наиме, управо 483. године откривена су нова, нарочито богата налазишта сребра у лауријским рудницима, чиме се количина сребра знатно повећала. Када су Атињани хтели да новац поделе између себе и да сваком дају по десет драхми, Темистокле је пред народну скупштину изнео предлог да се то сребро употреби за изградњу флоте, која би се искористила за рат против Егињана. Херодот каже: „Тада је Темистокле наговорио Атињане да одустану од поделе новца и предложио им да за тај новац саграде 200 лађа за рат против Егињана. Избијање овог рата спасло је тада Хеладу, јер је то присилило Атињане да постану поморска сила“. Са овим се слаже и Плутарх: „И једини се он (Темистокле) осмелио да у народној скупштини изнесе предлог да би деобу тих прихода требало напустити и од њих спремити бродове за рат с Егињанима. Јер тај рат био је тада у Хелади највећи догађај, а Егињани су својом јаком морнарицом били господари на мору. Зато је Темистокле утолико лакше свој предлог Атињанима наметнуо, будући да им није као страшило помињао ни Дарија ни Персијанце, јер су ови били сувише далеко да би сталан страх задавали као да ће навалити, него се у прави час послужио мржњом и суревњивошћу својих суграђана да би у својој ратној основи успео“.
Тако је Атина приступила изградњи флоте, и већ почетком 480. године Атина је располагала флотом која је бројала најмање 180 тријера. Никада ниједна грчка држава није имала тако јаку флоту. Истовремено је завршена изградња утврђења у Пиреју и његово претварање у ратну луку. Међу последицама победе поморске партије важна је и она социјалног карактера: изградњом флоте тежиште у рату прелази на море и основну војну снагу чине морнари, који се врбују из четвртог имовинског разреда – тета.

## Доба пентеконтаетије
После протеривања Аристида из Атине 483. године, политичка превласт за извесно време поново прелази у руке групе на чијем се челу налазио Темистокле. Он постаје најутицајнија политичка личност у Атини. Нема сумње да је он са својим истомишљеницима одиграо врло важну улогу у организацији Атинског поморског савеза. Та околност имала је врло важне последице. Пример атинске демократије снажно је деловао на опредељење грађана савезничких градова. То нарочито важи за оне градове који су раније били поданици Персије. Њихово ослобађање спровођено је истовремено са збацивањем тирана које су поставили Персијанци и с увођењем новог поретка. У том смислу многи су се градови директно угледали на Темистоклову Атину. На пример, Милет, мењајући своје државно уређење, копирао је чак и имена Клистенових фила. Истина, током неколико година непосредно после историјских победа 480/79. године (код Артемизија, Саламине, Платеје и рта Микале), које су уједно представљале и године највећег Темистокловог утицаја, у том правцу били су постигнути само почетни успеси. У тако великим савезничким државама као што су били Самос и Митилена на Лезбосу још увек се задржавало олигархијско уређење. Али, отприлике у то време до демократског преврата дошло је у Теби, где је била збачена аристократска влада која се истицала својом персофилском политиком. Пример Тебе следило је неколико градова Беотије, где такође на власт долазе демократске групације, очигледно не без подршке Атињана. На Пелопонезу демократија односи победу у Аргосу и у суседној Мантинеји, која је представљала највећу заједницу у Аркадији. Дотад Мантинеја није представљала јединствену политичку целину и састојала се од неколико неутврђених насеља од којих је свако имало сопствену управу из редова локалних аристократских родова. Сада су се све те заједнице ујединиле у једну, под влашћу јединствене демократске владе. Становници појединих насеља срушили су своје куће и настанили се заједно, стварајући тако један велики град, око кога се подижу бедеми и куле. Отприлике у исто време демократије је победила у Елиди; после Спарте и Коринта то је била највећа држава на Пелопонезу. Као резултат учвршћивања демократског уређења у Елиди уништавају се старе родовске поделе и замењују са десет нових територијалних фила, створених несумњиво према атинском узору.
Од Темистоклових активности после 479. године, поред лукавства којим је спречено спартанско мешање у изградњу атинских бедема, треба поменути и то да је онемогућио Спартанце да добију већину гласова у Делфијској амфиктионији. О томе Плутарх прича: „Кад су амфиктионској скупштини Лакедемоњани предлагали да оне државе које се нису с њима бориле против Персијанаца искључе из учешћа у амфиктионији, Темистокле се уплашио, јер ако из скупштине избаце Тесалце, Аргивце и још Тебанце, Лакедемоњани ће сасвим надгласати, и тако ће се све догодити како они хоће. Зато се он заузео за те државе и мишљење за ту скупштину нарочито одабраних посланика преокренуо, пошто им је доказао да је само тридесет и једна држава у томе рату учествовала, а већина је од тих држава била малена. „Било би, дакле, нечувено кад би остала Хелада из савеза испала, и скупштина зависила од две или три највеће државе“. Тиме је, дакле, највише изазвао негодовање Лакедемоњана, и они су зато и одликовали Кимона својим почастима, постављајући тако Темистоклу противника у државним пословима“.
Међутим, Темистоклове победе као ни његове политичке идеје нису биле дугог века. У Аристотеловом Атинском уставу успут се помиње да је после персијских ратова поново ојачало веће ареопага и да је почело управљати државом. Можда је то био резултат оне позитивне улоге коју је ареопаг одиграо за време Ксерксове најезде. У сваком случају, прелаз политичке превласти на страну олигархијске групе на чијем се челу налазио ареопаг предодредио је пад Темистокла. Аристид се у Атину вратио када је проглашена општа амнестија пред персијском најездом 480. године; он је одиграо једну од најважнијих улога у формирању Делског савеза. Управо су се њему обратили грчки морнари, док је општегрчка флота била на Хелеспонту, и замолили га да уместо Спартанца Паусаније преузме врховну команду над грчким снагама.

### Прогонство
У ово време на политичку позорницу ступа нови делатник – Кимон, приасталица олигархије и надарени војсковођа, који се за кратко време прославио низом војних успеха које је постигао у борбама против Персијанаца, од којих је свакако најупечатљивија његова победа у бици код Еуримедонта 469. године. У Атини се против Темистокла и његових истомишљеника формирала јака олигархијска групација на челу са Кимоном. Та је групација добила јаку подршку споља – од стране Спарте. Изгледа да је Темистокле постепено губио наклоност и поверење атинског демоса, делом можда због своје ароганције, а делом због наводне подмитљивости. И Диодор Сицилијски и Плутарх спомињу да су се против Темистокла износиле неке оптужбе. Негде око 471. године Темистокле је био протеран из Атине остракизмом, који „није у ствари био казна, него утеха и олакшање зависти, која је налазила задовољство у понижавању великих личности и овом поруком давала одушка својој злој вољи“ (Плутарх). У биографији Кимона Плутарх прича да је непосредан повод Темистокловом изгнанству била његова свађа с Аристидом и Кимоном. Према Плутарху, до ове свађе дошло је због тога што је Темистокле тежио демократији више него што је требало. Након изгнанства из Атине Темистокле је отишао у Аргос. Међутим, након што су га Спартанци оптужили да с Перијанцима кује планове уперене против хеленске слободе, побегао је прво на Коркиру, затим молошком краљу Адмету, а одатле најзад у Малу Азију. У Атини је проглашен за издајника, а његова имовина била је конфискована, премда су његови пријатељи успели да сачувају нешто од ње.
Темистокле је и после изгнанства био изузетно активан; настанивши се у демократском Аргосу, он је из њега стално путовао по другим пелопонеским гардовима и радио на припремању демократских преврата у њима. Истовремено се спријатељио с Паусанијом. Паусанија се, пошто га је Кимон око 477. године истерао из Бизанта којим је владао као приватно лице, настанио у Троади у Малој Азији. Због гласина о његовим блиским односима са Персијанцима био је позван у Спарту, где му се судило, али је поново био ослобођен (око 470. године). У време Темистокловог прогонства односи између Паусаније и спартанске владе у то су време били такви да је он почео са активном пропагандом међу хелотима, намеравајући да помоћу њих организује устанак у самој Спарти. То је морало да узнемири спартанску владу и да је покрене на предузимање одлучних мера. Паусанија је био оптужен због дописивања с персијским царем коме је он можда за подршку био обећао велике уступке у случају своје победе. Ускоро је спартанска влада одлучила да ухапси Паусанију. Пошто га је један ефор на време обавестио о томе, он се по савету тог ефора сакрио у храм Атене Халкиоикос. Тада су ефори (јер се убиство у храму сматрало највећим верским злочином) наредили да се зазида улаз и дигне део крова како би се заточеник могао посматрати. Када су приметили да Паусанија умире, извели су га напоље. Изнемогао од глади, победник Персијанаца код Платеје умро је у подножју храма (око 467/6. године).
Затим су Спартанци обавестили Атињане да је у везе са Персијанцима, у које се био заплео Паусанија, умешан и Темистокле. Као што је речено, његово прво изгнанство било је остварено путем остракизма, што је значило да се он после десет година може вратити у Атину где су му остали породица, кућа, имовина. Сада је Темистокле поново био позван пред суд. Међутим, он није изашао пред суд, ограничивши се на писмени исказ. Тада су Атињани одсутног Темистокла осудили на смрт и конфискацију имовине, па су заједно са Спартом упутили Аргосу захтев за његовим изручењем. Темистокле је био приморан да бежи из Аргоса. Свуда прогоњен, он коначно не нађе другог излаза осим да се обрати персијском цару Артаксерксу, сину оног истог Ксеркса чију је флоту тако сјајно потукао код Саламине. Персијски цар је примио Темистокла и дао му на управу три града у Малој Азији – Магнезију, Лампсак и Мијунт.

### Смрт
Темистокле је умро негде 459. године у Магнезији, када му је било 65 година. О околностима његове смрти прича Плутарх: „Међутим, како се Египат уз помоћ Атињана одметнуо, и хеленски бродови пловили до Кипра и Киликије, а Кимонова флота на мору подсетила цара да је време да хеленском надирању пружи отпор и да га зауставља, да се хеленска моћ не би на његову штету повећавала, морале су се најзад покренути ратне војске, и у различите крајеве слате су војсковође, па су и у Магнезију Темистоклу од цара долазиле поруке и наређења: нека се прихвата хеленских послова и своја обећања испуњује. Али Темистокле сада није плануо гневом ни био киван на своје земљаке, а ни његов велики положај и сва моћ нису га могли подстаћи на рат. Напротив, он можда није ни мислио да би тај потхват могао успети, јер је тада Хелада имала и друге велике војсковође, па је нарочито Кимон у свим својим ратним пословима имао изванредну срећу. Али главно је било то што је он с обзиром на своју славу, своја дела и своје победе смислио да ће бити најбоље да свој живот достојном смрћу заврши. Зато принесе боговима жртву, скупи своје пријатеље, па се најпре с њима опрости и потом, како се обично прича, напије волујске крви, а како други причају, испије јак отров. Тако је завршио живот у Магнезији, пошто је доживео шездесет и пет година, од којих је највећи део провео као државник и војсковођа“'.
Међутим, Темистокле је највероватније ипак умро од болести. Његови посмртни остаци наводно су пренети у Атику. Становници Магнезије обожавали су га као божанство, како се види по једном новчићу, на коме је Темистокле представљен с врчем у руци и убијеним биком под својим ногама (одакле је можда и потекла легенда о томе да је умро због тога што је пио бикову крв).
Премда се не би могло рећи да је Темистоклов крај живота био частан и премда тешко да је своје огромно богатство био стекао законитим средствима, остаје чињеница да је Темистокле спасао грчку слободу: он је био заслужан за изградњу атинске флоте и, самим тим, за успостављање Делског савеза, који ће прерасти у атинску поморску државу.